# Mona Lisa (sang)
"Mona Lisa" er en komposition fra 1950 af Jay Livingston og Ray Evans.
Sangens oprindelige arbejdstitel var "Prima Donna", men dette ændredes før sangen blev anvendt i filmen Captain Carey, U.S.A. (på dansk: Kaptajnen fra U.S.A.) fra 1950, hvor sangen blev fremført af Nat King Cole. Det er også primært med Nat King Cole, at sangen forbindes.
Elvis Presley indspillede "Mona Lisa" i april 1959 i sit lejede hus i Goethestrasse 14 i Bad Nauheim i Vesttyskland. Den blev udsendt på albummet Elvis – A Legendary Performer – Vol. 4 i 1983 og igen i 1999 på cd'en The Home Recordings.
En række andre kunstnere har indspillet "Mona Lisa", fx Conway Twitty, Willie Nelson, Shakin' Stevens og den svenske gruppe Vikingarna.